# Imogén
Az Imogén angol eredetű női név, Shakespeare alkotta Cymbeline című drámája egy szereplőjének neveként. Valószínűleg egy Innogen nevű legendás alak nevét akarta használni, akinek neve a kelta, „lány” jelentésű inghean szóból ered, de a nevet rosszul nyomtatták ki és így terjedt el.

## Rokon nevek
- Imodzsen:[1] az angol eredetihez közelebb álló változat.[3]

## Gyakorisága
Az 1990-es években az Imogén és az Imodzsen szórványos név, a 2000-es években nem szerepelnek a 100 leggyakoribb női név között.

## Névnapok
- február 1.[3]
- június 19.[3]
- szeptember 16.[3]